# Fiodor Truchin
Fiodor Iwanowicz Truchin, ros. Фёдор Иванови Трухин (ur. 16 lutego?/28 lutego 1896 w Kostromie, zm. 1 sierpnia 1946 w Moskwie) – generał major Armii Czerwonej, szef sztabu Sił Zbrojnych Komitetu Wyzwolenia Narodów Rosji i dowódca 2 Dywizji Sił Zbrojnych KONR podczas II wojny światowej
W 1914 r. ukończył gimnazjum, a następnie kursy prawne na uniwersytecie w Moskwie. Od 1916 r. służył w 181 Pułku Strzeleckim armii carskiej, brał udział w I wojnie światowej. W 1918 r. wstąpił do Armii Czerwonej, uczestniczył w wojnie domowej. W 1925 r. przeszedł oficerskie kursy kawaleryjskie. Został szefem sztabu 45, a następnie 7 Dywizji Strzeleckiej. Od 1928 r. był szefem sztabu korpusu piechoty w Saratowie. W latach 1932–1936 sprawował funkcję szefa katedry metodyki w Akademii Wojskowej im. Michaiła Frunzego. W 1939 r. ukończył Akademię Sztabu Generalnego, po czym sprawował tam funkcję starszego instruktora. W 1940 r. awansował do stopnia generała majora. W styczniu 1941 r. został zastępcą szefa sztabu i jednocześnie szefem oddziału operacyjnego Bałtyckiego Okręgu Wojskowego.
29 czerwca 1941 r., zaledwie kilka dni po napadzie Niemiec na ZSRR, został ranny i dostał się do niewoli niemieckiej. W tym samym roku podjął kolaborację z Niemcami. We wrześniu wstąpił do Narodowego Związku Pracujących (NTS). W marcu 1943 r. zaczął współpracować z gen. Andriejem Własowem jako oficjalny przedstawiciel NTS. Wszedł do sztabu Rosyjskiej Armii Wyzwoleńczej (ROA). Prowadził kursy propagandowe dla Rosjan współpracujących z Niemcami. Rozkazem gen. A. Własowa został mianowany generałem majorem z prawem noszenia na mundurze odznak ROA. W październiku 1944 r. współtworzył w Berlinie Komitet Wyzwolenia Narodów Rosji (KONR), w ramach którego objął funkcję szefa sztabu Sił Zbrojnych KONR. Od kwietnia 1945 r. dowodził 2 Dywizją Sił Zbrojnych KONR. Jednocześnie 28 kwietnia został mianowany przez SS generałem-inspektorem „wschodnich wojsk”. 7 maja w rejonie czeskiej miejscowości Pribram został schwytany przez czechosłowackich partyzantów komunistycznych i wkrótce przekazany Sowietom. Po słynnym procesie moskiewskim przywódców KONR został skazany na karę śmierci, wykonaną przez powieszenie 1 sierpnia 1946 r.